# 日本ビクター
日本ビクター株式会社（にほんビクター、英: Victor Company of Japan, Limited）は、かつて存在した映像機器・音響機器・記録メディアを主な製品とする日本の電機メーカーである。
2008年（平成20年）10月1日に同業のケンウッドと経営統合し、JVC・ケンウッド・ホールディングス（現・JVCケンウッド）を設立、その後2011年（平成23年）10月1日にケンウッド、J&KカーエレクトロニクスとともにJVCケンウッドへ吸収合併された。

## 概説
現在の平面式レコードを開発したアメリカ合衆国資本のThe Victor Talking Machine Company（ビクタートーキングマシンカンパニー）の日本法人として設立。蓄音機の販売から始まり、テレビ、ビデオ、DVDレコーダー/プレーヤー、音響機器、ビデオカメラ、磁気テープ、光ディスク等の研究・開発・製造・販売を行っていた。
日本では、蓄音機から聞こえる亡き飼い主の声に耳を傾ける犬（ニッパー）を描いて “His Master's Voice” と名づけられた絵を登録商標としていた。グローバルブランドの「JVC」（ジェイブイシー）というブランド名は、日本ビクター株式会社を英語に直訳した「Japan Victor Company」から来ている。「JVC」は主にビクターが商標権の都合で使用できない海外市場で用いられ、2009年からは日本市場にも導入された。ブランドステートメントを「The Perfect Experience」としていた。
1980年代まで海外市場向けには、「Nippon Victor Company」からの「NIVICO」（ニビコ）というブランドが使われていたが、旧ロゴ時代は円形に「JVC」（中央のVが大きい）のマークと併記されていた。1968年（昭和43年）のロゴ変更後は「JVC」を大きくして「NIVICO」を小さくしたが、1977年（昭和52年）より「JVC」に一本化された。
家庭用ビデオフォーマットのVHSの開発メーカーであり、ソニー（初代法人、現：ソニーグループ）の開発した家庭用VTRのベータマックスとフォーマット争いを繰り広げていた。さらに、傘下にソフト会社であるビクターエンタテインメント（初代法人、旧：ビクター音楽産業、後のJVCケンウッド・ビクターエンタテインメント → ビクターエンタテインメント〈二代目法人〉）やテイチクエンタテインメントを始めとするソフト製作部門を持ち、ソニーに次ぐハード・ソフト事業を有する企業でもあった。その他のグループ会社に、JVCエンタテインメント（現：ハート・レイ）やビクターインテリアなど約100社の関連会社を持っていた。
2007年（平成19年）8月10日のケンウッドとの資本提携により松下電器産業（現：パナソニックホールディングス。以下パナソニック）の子会社ではなくなったが、その後も筆頭株主としてグループ企業に名を連ねていた。共に家庭用AV機器を主力とし競合関係にある。長年、パナソニック創業者である松下幸之助の方針により、相互補完・相互競争による発展という概念からグループ内でも独自性を持っていた。
なお社名の読みについて、定款に定めをおいておらず登記もされていないが、近年のテレビ・ラジオ放送の提供クレジットやニュース番組などの報道では「にほんビクター」とアナウンスされていた。

## 歴史

### 設立から戦後まで

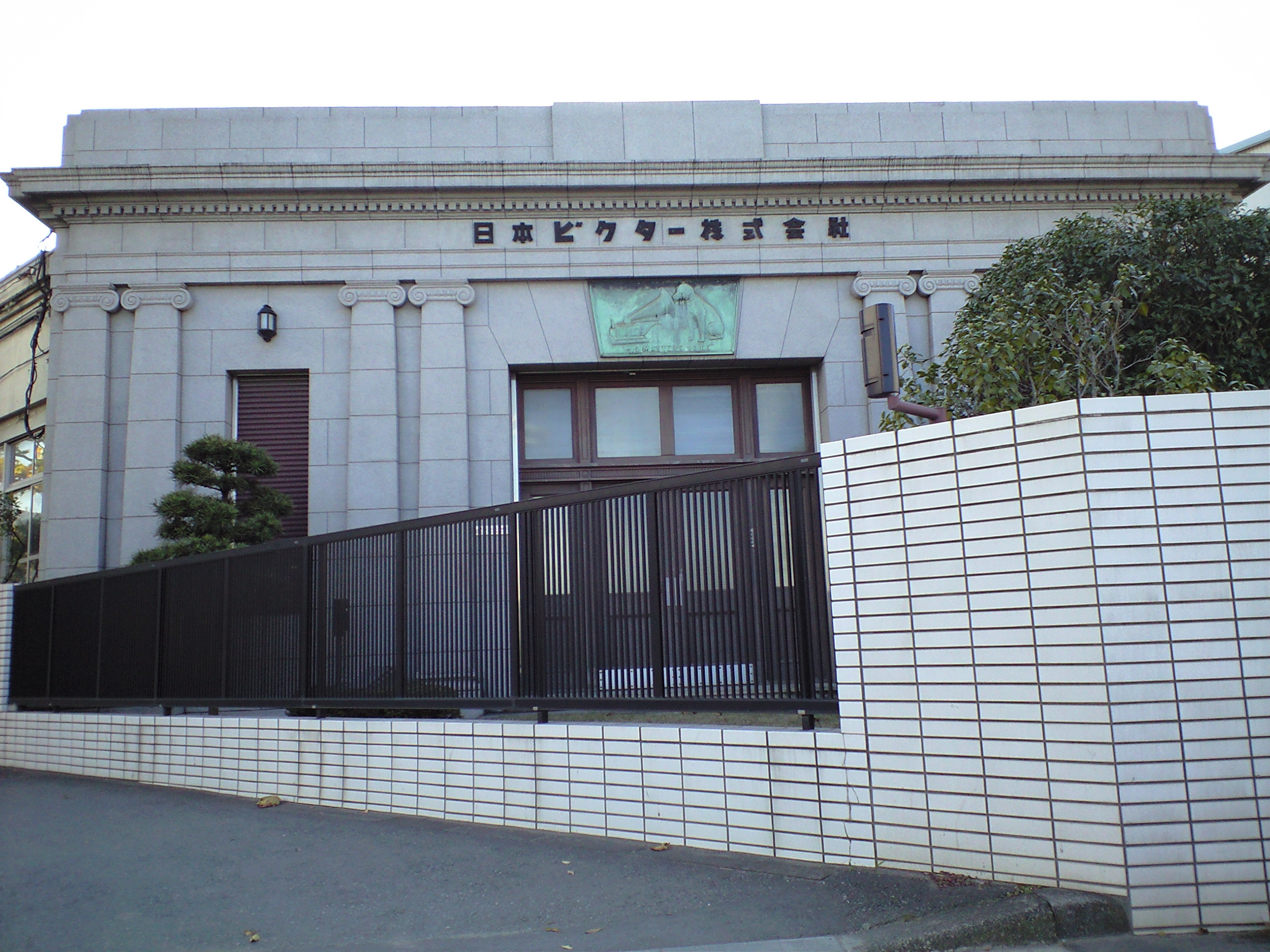
日本ビクター第一工場ファサード
（2024年現在、既に解体済み）

1927年（昭和2年）に日本ビクター（設立時は日本ビクター蓄音器株式会社）は米The Victor Talking Machine Company（以下、米ビクター）の日本法人として設立された。米ビクターは明治時代から商品を日本に輸出していたが、関東大震災以後の大幅な輸入品関税のアップによる収益性の悪化から、生産から販売まで行う現地法人として発足した。
1929年（昭和4年）に米ビクターがRCA社（現：仏ヴァンティヴァ社）に吸収合併されたことで、RCAビクター（現：米ソニー・ミュージックエンタテインメント）に親会社が移行する。RCA社は、海外進出については合弁の方針であり、東芝・三井からの出資を受けていた。1931年（昭和6年）には、現在の横浜本社工場に当時東洋一と呼ばれた蓄音機・レコードの製造工場となる第一工場を建設。経営基盤が強化された日本ビクター蓄音器は、RCA社から積極的な技術導入を進め、拡声器やラジオなど音のメディアへの積極的な進出をする。
日中戦争が始まり、外資系企業への圧力が強まる中で1938年（昭和13年）にRCA社は資本撤退。株式を日産コンツェルンに譲渡する。この時、RCA社から、犬のマークとビクターの社名の日本での使用権を譲り受ける。
日産コンツェルンの株式は東京電気（以下、および現・東芝）に売却され、東芝傘下に入る。日本ビクターは1943年にRCA社と資本関係が解消した 後も、研究・技術開発で交流を続け、国産初のテレビ開発や、オーディオ技術へと結びつく。大東亜戦争（太平洋戦争/第二次世界大戦）が激化する中で、敵性語排除の動きを受け、社名を日本音響（株）と改称。生産工場も軍の管理となる。しかしレコードのレーベル名は最後まで「VICTOR（ビクター）」を存続させる。

### 松下の傘下へ
第二次世界大戦終戦から3か月後の1945年（昭和20年）12月に日本ビクターへ社名を変更している。
主力の本社・横浜工場・東京文芸座スタジオ、レコード製造施設を空襲で焼失し事業は壊滅状態で、労働争議の混乱による社長交代で親会社が東芝から日本興業銀行へ移行する。興銀は役員を派遣し再建計画を策定するもGHQが銀行の保有株式を制限したため、ビクター譲渡を東芝へ打診するも東芝も戦災の被害が大きく、ビクターの債務返済問題がこじれて話はまとまらず、次に戦前の親会社であるRCA社に打診する。
1954年（昭和29年）に松下電器産業（現：パナソニックホールディングス）と提携し、松下幸之助の同郷人で元海軍大将野村吉三郎が社長に、松下の紹介で住友銀行出身の百瀬結が副社長に就くも、松下本体からは北野善郎を専務に派遣するにとどまった。野村は就任直後にRCA社を訪問して技術支援契約を結び従来の関係に戻す。
1946年（昭和21年）に高柳健次郎を技術部長に迎えてテレビ開発を再開させた他、現行VTRの原型である世界初2ヘッドVTR、ステレオレコード業界標準の45/45方式、マルチサラウンド技術の原型で世界初4chレコードCD-4、プロジェクターなど多数の技術を開発する。高柳は1950年（昭和25年）に取締役技術部長へ就任後、副社長と技術最高顧問を歴任する。

### オイルショック
1960年（昭和35年）には東京証券取引所・大阪証券取引所に上場する。1969年（昭和44年）には東京オリンピック公園の一角に最新の録音スタジオを建設、英米以外の地区で最も優れた機材が揃っていると言われた。しかし、テレビのダンピング疑惑が業界全体に広まり、主婦連を中心にテレビの不買運動に発展。特に高価格商品にウェイトを置くビクターにとって痛手となった。輸出に逃げ道を求めたが、ニクソンショックによりそれもできなかった。その後、オイルショックによる景気の失速による業界不振が加わり、ビクターは低迷する。このため、社長に松下電器出身の松野幸吉が就任。当時のドル箱のレコード部門を1972年（昭和47年）4月25日に分社化（ビクター音楽産業。現：ビクターエンタテインメント〈二代目法人〉）して、本体は映像・音響機器事業に選択・集中することとなった。
1970年代に入り、オーディオブームが到来。オーデイオメーカーはこぞってコンポーネントシステムを発売。ビクターもグラフィックイコライザー（SEAシリーズ）や業界初の1台のシステムでステレオ音響を実現する球形スピーカーシステム（GB-1シリーズ）、中型～大型ブックシェルフ型スピーカーシステムのSXシリーズなどを発売する。

### VHSの開発

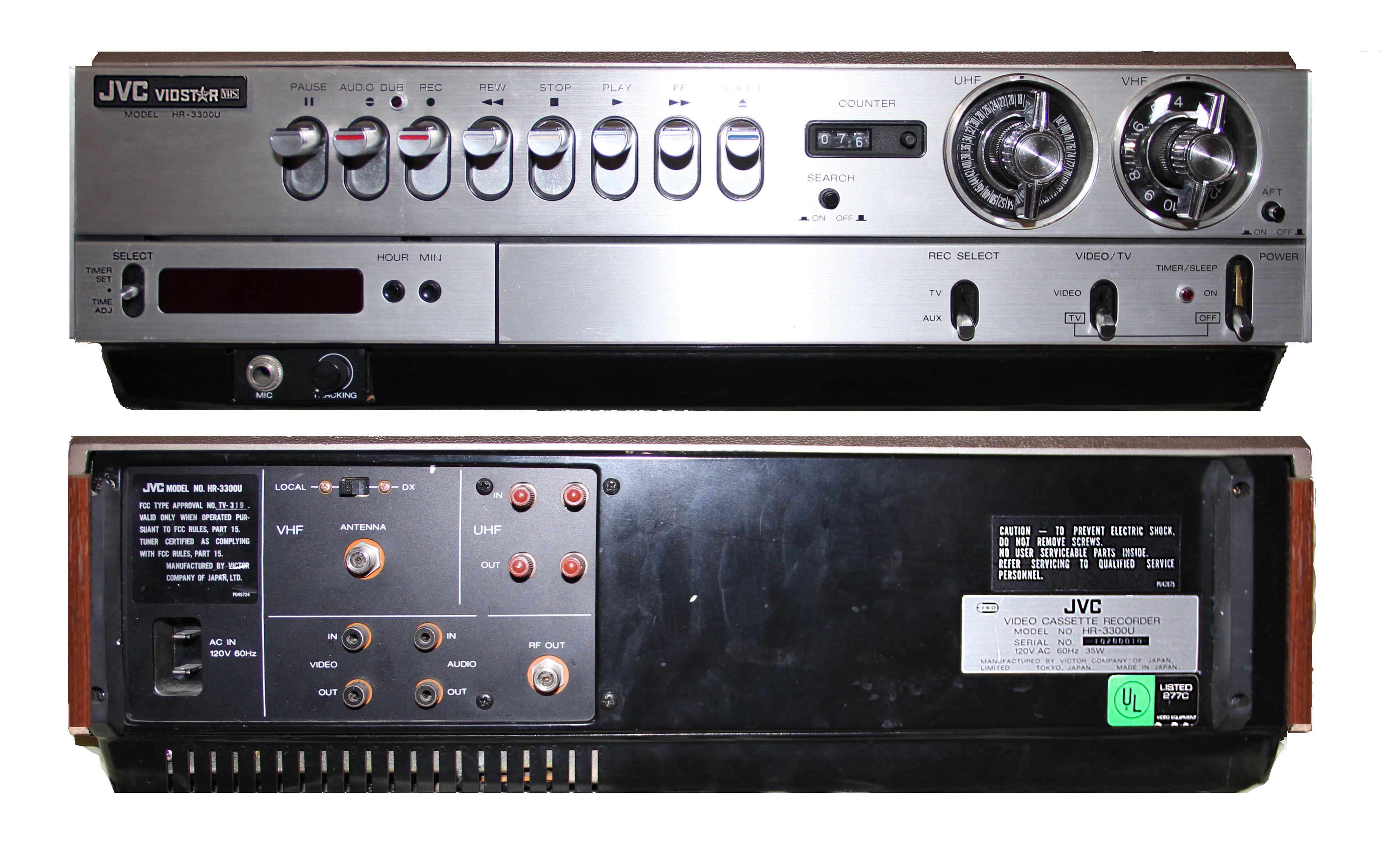
JVC HR-3300U VIDSTAR – HR-3300の米国版。日本版とほぼ同一だが、ロゴに"Victor"の名称を使用し、"VIDSTAR"は使われなかった。

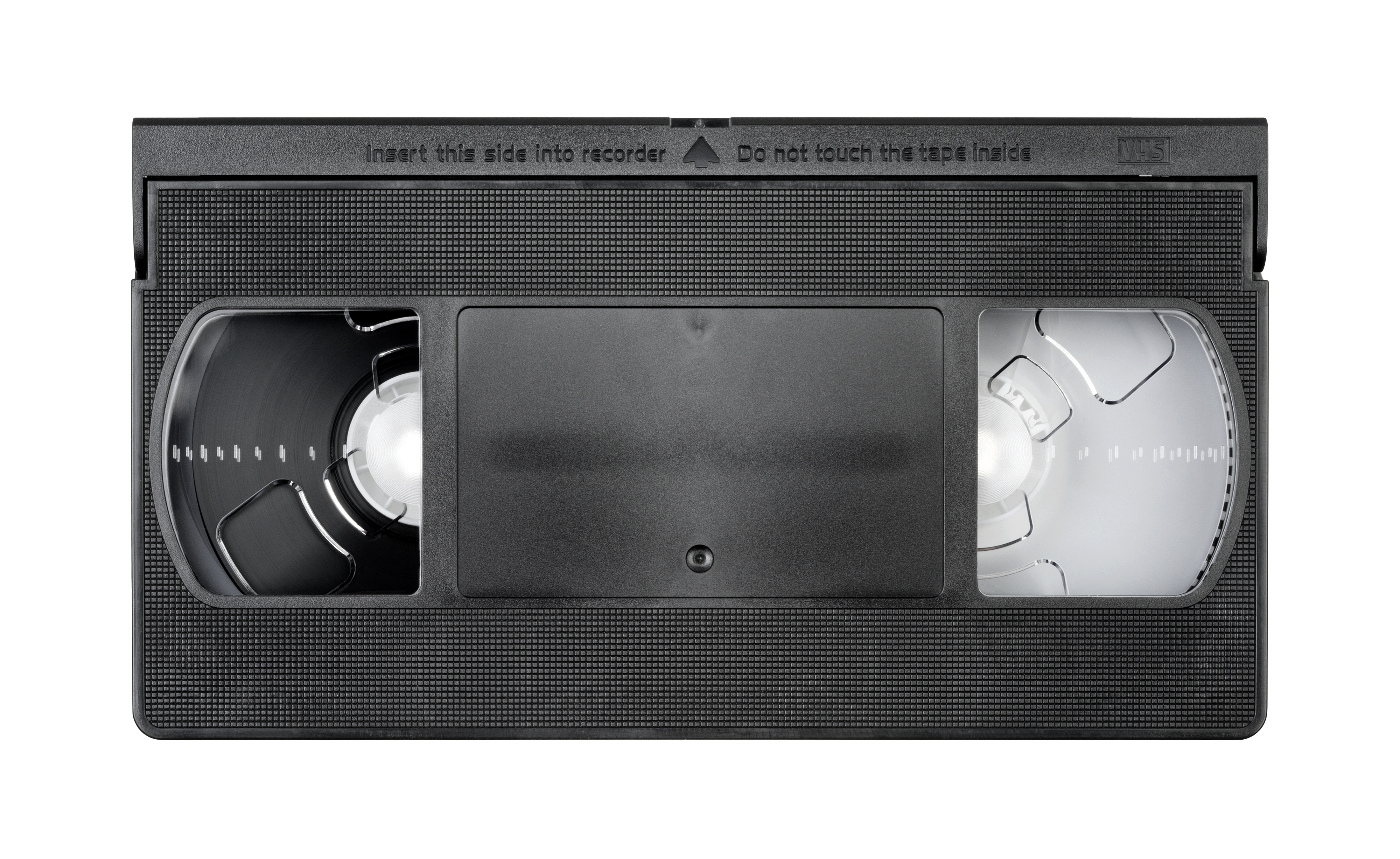
VHSビデオテープ

1976年（昭和51年）にはVHSビデオを開発。VHSは家庭用ビデオとしての要件を満たし、ソニーのベータマックスとの規格競争にも勝利し、日本初の世界標準規格となった。その後もVHSの基本規格を維持しながら、新たな規格を開発していった。ビデオカメラ用のVHS-C、高解像度を誇るS-VHS、高音質のHi-Fi規格、デジタル音声規格S-VHS-DA、アナログハイビジョン対応のW-VHS、デジタル放送対応のD-VHS等である。これらの規格には下位互換性が保障され、ユーザーがデッキを買い換えても以前のテープを使い続けることができた。VHSの影響でテープ、電子デバイス、映像ソフトなど新事業を拡大させるきっかけとなり、オーディオ・テレビなど既存の事業にも影響を与えた。
VHSビデオの発売当初は1000億円台だった年間売上は、年平均40%の成長を果たし、わずか6年で売上高6000億円台に到達、利益は4年間で10倍まで拡大した。ビクターはVHSの海外進出に合わせて海外展開を積極的に拡大し、生産・販売現地法人を各国に設立した。また、各国のAV企業へ技術供与を行い、JVCのブランドを確立した。
1982年からは欧州でのプロモーション強化を狙いFIFAワールドカップのオフィシャルスポンサーの権利を獲得。これにより欧州でのJVCブランドは絶対的な信頼を獲得することとなる。
VHSの成功後、既存のレコード設備を利用でき、絵の出るレコードとしてVHDを商品化した。参入を表明したメーカーは多数あったが、ディスクの耐久性に劣り発売延期が相次いだ。また、技術的な面ではパイオニア（ホームAV機器事業部。後のパイオニアホームエレクトロニクス→オンキヨー&パイオニア→オンキヨーホームエンターテイメント〈2022年5月経営破綻〉→オンキヨーテクノロジー→プレミアムオーディオカンパニーテクノロジーセンター）が発売したビデオディスク規格のレーザーディスク（LD）が優勢だった。その後、オーディオ市場がレコードから光学読み取りのCDに移行した事から、VHDはディスク生産がレコード生産設備を活用できるという唯一のメリットを失う。日本ビクターは3-D立体再生機能、LDと同等の解像度を持つQX VHD、高音質再生を実現したVHD DigitalAudio、などの規格を開発し、市場に投入した。しかしこれらの規格に対応したソフトはわずかしか発売されなかった。同時期、デジタルオーディオ方式としてDAD懇談会に次世代のオーディオディスク規格としてVHD規格を利用したAHD規格をCDと同時期に提案したものの、松下などの有力メーカーからの支持を得られず、一般化することはなかった。
松下電器産業と共同でアナログハイビジョンのMUSE方式Hi-Vision VHDを開発を進めるものの、MUSE方式によるアナログハイビジョン放送が定着しなかったことも重なり、市場には投入されずに終わる。その後VHDは業務用カラオケ市場に参入するが、レーザーディスクカラオケとの競合に加えて通信カラオケの普及によって完全に駆逐され市場から姿を消す。VHDの失敗はソフトの償却だけで200億円の負担となり、ビクターの斜陽に拍車をかける原因となる。
1986年（昭和61年）の円高不況以降、VTR市場の成熟化と円高によって営業利益は低迷していたものの、100億円を超える（ピーク時は1988年の166億円）VHS関連特許使用料収入の下支えが、効果的なリストラ策を遅らせる要因となる。

### バブル崩壊後

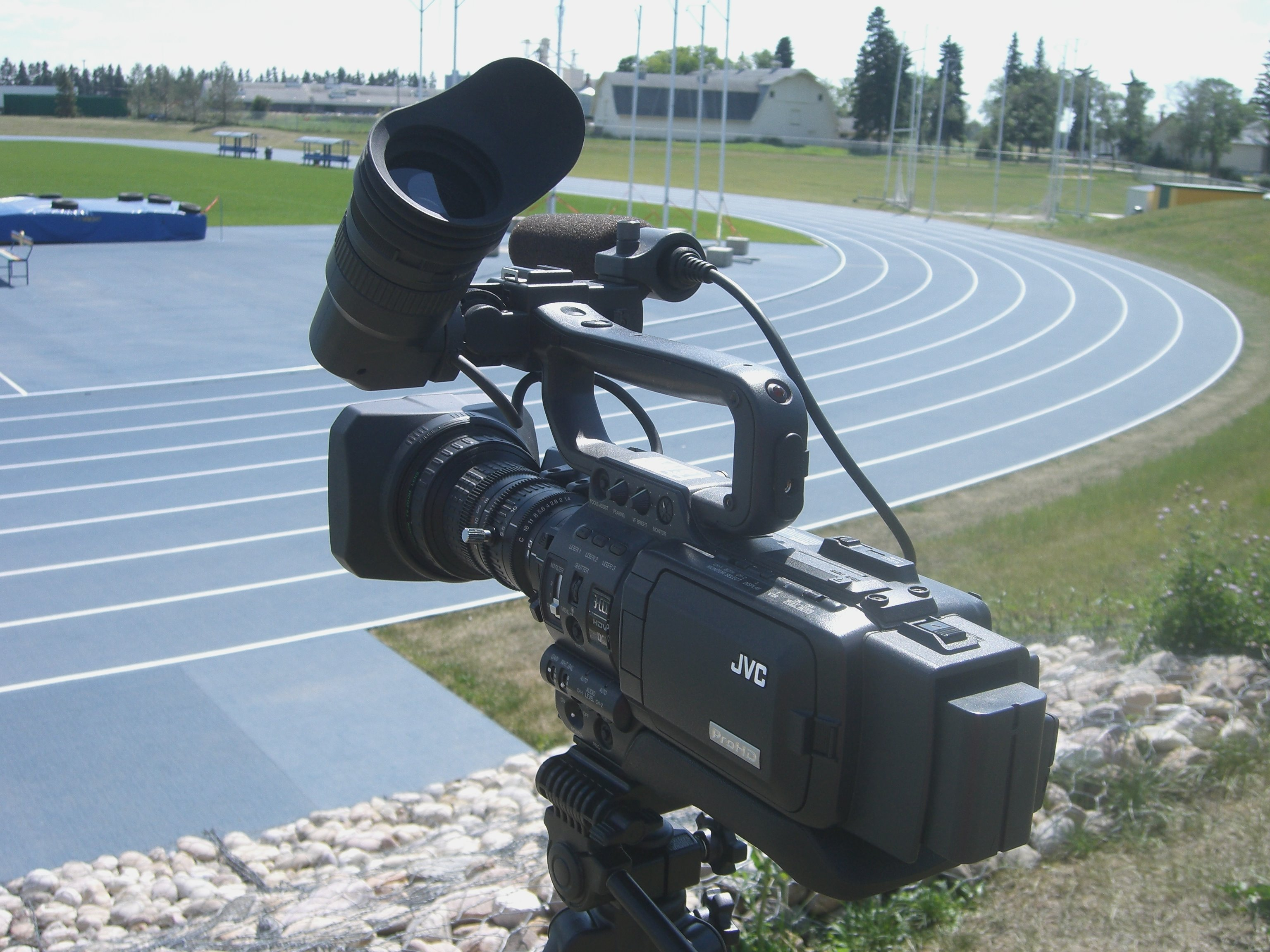
JVC GY-HD100

1991年（平成3年）には、主力のビデオ市場は海外市場の読み違いによって在庫が増え、翌年の売上が2割近く減る。また在庫処分の費用も増加し巨額の赤字が発生、加えてオーディオ市場の不振も加わり1993年には上場以来初の無配となる。この頃からVHSの関連特許が満期を迎える。
1994年（平成6年）には、20年ぶりに松下から守随武雄取締役を社長として迎え入れる。1991年から1995年（平成7年）まで、グループ会社を含め4000人の人員削減を実行。本社も日本橋から横浜工場に移転する。こうした中でも1991年業界初のワイドテレビを発売、ワイドテレビの先鞭をつける。また、独自の動画圧縮技術によってビデオCD規格をフィリップス社と共同開発。その後のDVD規格の策定では、ビデオCDで得たMPEG技術を提供、ビクターの技術的優位性を確立する。
1995年には、ソニー・松下電器・フィリップス・日立・三菱と共同で、家庭用デジタルビデオカメラ規格のDV規格を開発。他社がセミプロ用のハイエンド機種を発売するなか、小型化を追求したデジタルムービーを発表。ビクターの技術力の高さを示す一方で、現在のデジタルビデオカメラ市場を切り開く原動力となり、大ヒットを記録する。リストラとヒット商品によって、1996年（平成8年）には復配するが、市場の悪化とヒット商品の不在によって、赤字とリストラによる黒字のサイクルを繰り返す。
1998年（平成10年）には、1990年より続いていた米パソコンゲーム会社大手エレクトロニック・アーツとの合弁事業エレクトロニックアーツ・ビクターを解消。

### 更なる事業再構築

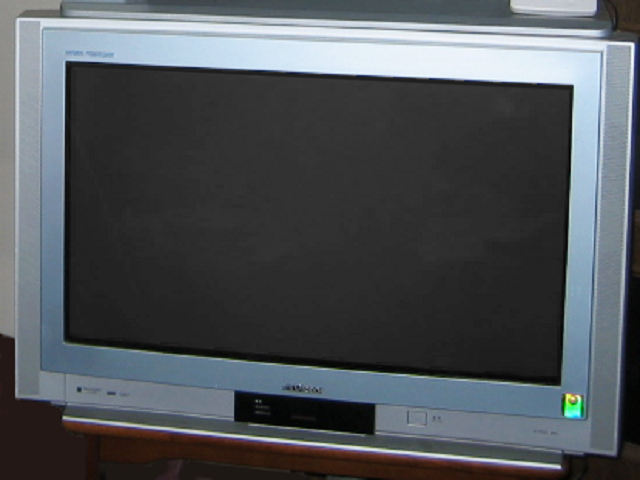
ビクターフラットワイドテレビ AV-28AD1（2000年）
岩井工場（ホームAVネットワークビジネスユニット）

2001年（平成13年）に松下電器産業社長に就任した中村邦夫の方針によって、2003年（平成15年）度から松下グループの事業セグメントの再編によって、ビクターは一つのセグメントとして確立し、グループの事業計画にも参加し、研究開発や部材の共同購入など松下との連携を進める一方で、経営の自主性と責任をより一層持つこととなった。当時の松下グループの中でビクターの売上は全体の7%程。
2001年には、松下出身の寺田雅彦が社長就任。2001年から2006年（平成18年）までに単独で3500人削減し、国内外37あった製造拠点を23拠点に集約、映画・ゲームといったノンコア事業の売却撤退を進める。一方でビクター独自の技術を活かしたオンリーワン戦略を進め、個性派企業への転身を図る。主な商品として、ハードディスク搭載MPEGムービー「Everio（エブリオ）」、コンポ・単品スピーカー・カースピーカーに搭載する世界初の木製振動板「WOOD CONE（ウッドコーン）」、世界初の家庭用ハイビジョンカメラを発売。独自開発した映像素子（D-ILA）を搭載したリアプロジェクションテレビ・ハイエンドプロジェクターの発売を行う。また、DOS/Vパソコンの市場に参入したが、伸び悩んだ。こうしたリストラと独自商品によって2002年（平成14年）に約445億円の損失から、2004年（平成16年）には156億円の純利益を計上し業績回復を果たす。
しかし急速なデジタル家電の価格低下、市場環境の急速な変化、海外市場を中心にAV製品を含むノンブランド家電の台頭、デジタル製品特有の商品サイクルの短命化と、開発工程の膨張によるDVDレコーダーの重大な欠陥による損失と、ブランドイメージの悪化によって2004年には赤字転落。2005年（平成17年）度には306億円の当期純損失を計上する。このため再度のリストラを行わざるを得なかった。また、この業績悪化のため、1982年より続けてきたFIFAワールドカップへの協賛を2006年のドイツ大会で終了。2010年（平成22年）には、1978年（昭和53年）からスポンサードして来た「東京ビデオフェスティバル」の後援を降りざるを得なくなった。

### ケンウッドとの経営統合
2007年（平成19年）7月24日、日本ビクターおよびケンウッドは、両社の取締役会で、同年10月期にカーエレクトロニクスとポータブルオーディオ事業分野の協業を開始し、将来的には共同持ち株会社による経営統合を目指すことを決定し松下電器とともにその方針を発表した。同年8月10日にケンウッドとその筆頭株主であるスパークス運用ファンドに対する第三者割当増資を行ない、ケンウッドの持ち株比率が17.1%、松下電器の持ち株比率が36.9%となり、ケンウッドは日本ビクターの第2位の株主になると同時に日本ビクターが松下電器の連結子会社から外れ持分法適用関連会社となった。同年10月1日、ケンウッドとビクターの折半出資で技術開発合弁会社、J&K テクノロジーズ株式会社を新設。カーおよびホームエレクトロニクス技術開発のコラボレーションがスタートした。
2008年（平成20年）5月12日、6月の株主総会の承認後を経て10月に暫定共同持株会社、JVC・ケンウッド・ホールディングス株式会社を設立し（本店は横浜市のビクター本店内）経営統合することが発表された。これに伴いビクター及びケンウッドは上場廃止の上で傘下の事業会社となり、予定通り10月1日に共同持株会社が上場された。パナソニック（初代法人、現：パナソニックホールディングス）はJVC・ケンウッド・ホールディングスの株主となった。
2011年（平成23年）3月時点でパナソニックはJVC・ケンウッド・ホールディングスの持株比率が20%以下となり、持分法適用対象外となっていた。ただ、筆頭株主ではあった。
2011年10月1日にケンウッド、J&KカーエレクトロニクスとともにJVC・ケンウッド・ホールディングス株式会社から商号変更した株式会社JVCケンウッドへ吸収合併された。

## 年表
- 1927年（昭和2年）9月13日 - 資本金200万円で日本ビクター蓄音器株式会社（Victor Talking Machine Co. Of Japan, Ltd.）設立[1]。
- 1943年（昭和17年） - 商号を日本音響株式会社に変更。
- 1945年（昭和20年）12月29日 - 商号を日本ビクター株式会社に変更[6]。
- 1951年（昭和26年） - 音楽部門、レコード会社では日本初のテープ・レコーダー（米マグネコーダ製）を導入、運用開始。
- 1953年（昭和28年） - 野村吉三郎が社長に就任。
  - 10月 - 音楽部門、LPレコードの発売を開始。第1号はアルフレッド・コルトーのピアノによるショパンピアノ作品集(LS-2001)で、彼の1952年の来日の際にテープ・レコーダーを使って、同年12月1日と3日、当時東京築地にあった日本ビクター・スタジオにて録音された音源を使用している。その後、BMG JAPAN（現：ソニー・ミュージックレーベルズ）からCDにて発売されている。
- 1954年（昭和29年） - 松下電器産業（現：パナソニックホールディングス）と提携。
- 1957年（昭和32年）4月 - 音楽部門、日本初のステレオ・テープ・ソフトであるベルリオーズ「幻想交響曲」（ミュンシュ指揮ボストン交響楽団を発売。
- 1958年（昭和33年）4月1日 - RIAA等で正式決定した45/45方式のステレオレコードが再生できる日本初のステレオセットSTL-1を発売。
  - 8月1日 - 音楽部門、日本初のステレオ・レコードを発売。この日の初回ステレオ発売はLP3枚、EP2枚。内容は、クラシック音楽では全て12インチLPで、チャイコフスキー作曲「ピアノ協奏曲第1番」エミール・ギレリス（ピアノ）フリッツ・ライナー指揮シカゴ交響楽団（SLS-2001）、ベートーヴェン作曲、「ヴァイオリン協奏曲ニ長調」ヤッシャ・ハイフェッツ(ヴァイオリン)シャルル・ミュンシュ指揮ボストン交響楽団（SLS-2002）の以上2枚で、いずれも価格は2800円。ポピュラー音楽では、12インチLPが「ステレオ・ボール・ルーム」（ラルフ・フラナガン楽団、フランキー・カール楽団）（SLS-5001）の1枚（価格：2500円）、7インチの45回転EP盤が、「王様 プラード・イン・ウルトラ・Hi-Fi」（ペレス・プラード楽団）（SEP-1001）、「魅惑の東洋の旅 第1集（Around the Far East）」（アルマンド・フェデリコ楽団）（SEP-1002）で、いずれも価格は900円だった。これらのレコードは全て米RCAビクター（現：米ソニー・ミュージックエンタテインメント）原盤によるもので、国立国会図書館に所蔵されている。
  - 10月1日 - 音楽部門、録音からプレスまで純国産のステレオLPを2枚発売（歌舞伎「勧進帳」（SLJ-2001）ほか）。
- 1959年（昭和34年） - 世界初の2ヘッドVTRを開発。
- 1960年（昭和35年） - カラーテレビ発売。「ビクター純白カラー」の愛称で長きに渡って親しまれた。
- 1970年（昭和45年） - 完全独立4チャンネルステレオ CD-4 を発売。機械学会賞をうける。
- 1972年（昭和47年）4月25日 - 音楽部門を分社し、ビクター音楽産業（後のビクターエンタテインメント〈初代法人〉 → JVCケンウッド・ビクターエンタテインメント → ビクターエンタテインメント〈二代目法人〉）設立。
- 1976年（昭和51年）10月31日 - 家庭用（民生用）VHSビデオデッキ第1号機「HR-3300」、発売。定価は25万6千円。留守番録画用タイマーは別売りで1万円。この機種はシャープ、三菱電機等、多数のメーカにOEM供給された。
- 1977年（昭和52年）1月1日 - 日本ビクター創立50周年に合わせる形でCIを刷新、1961年（昭和36年）から使用されてきたこれまでの5代目ロゴ（「VICTOR」）から6代目ロゴ（「Victor」）に順次、変更される（6代目ロゴ採用第1号は同年1月25日発売の〈モノラル〉ラジオカセッター「RC-202」）。
- 1978年（昭和53年）11月16日 - 業界初のメタルポジション（Type IV）対応ステレオコンパクトカセットデッキ「KD-A6」発売。定価は8万4千8百円。
- 1983年（昭和58年） - 「VHS HiFi」と呼ばれる音声専用回転ヘッドによるFM深層記録を取り入れた事で、VHSの音質を飛躍的に向上させた。また、同技術を採用した機種「HR-D725」を発売。
- 1984年（昭和59年） - VHS-C一体型ビデオカメラ「GR-C1」発売。
  - 1月20日 - 日本ビクターでのビデオソフト販売はパラマウント、ユニバーサルとの合弁会社としてCIC・ビクター ビデオ株式会社を設立（2002年6月に、パラマウント ホーム エンタテインメント ジャパン株式会社（PHEJ）に社名変更され、CIC・ビクター ビデオ株式会社の設立は終了となった）。
- 1986年（昭和61年） - 3D立体映像の再生機能に対応したモデル、HD-9300を発売[注 3]。
- 1987年（昭和62年） - 輝度信号の大幅なハイバンド化により水平解像度400本以上を実現し、VHSの画質を飛躍的に向上させた新規格、「S-VHS方式」を発表。家庭用ビデオとして、世界で初めて放送クオリティーに迫る高画質を実現させた。また同年、VHSの規格をさらに進化させた、S-VHS規格対応の第1号機として「HR-S7000」を発売[7]。
- 1989年（平成元年）6月 - K2インターフェイスを導入したCDプレーヤーの第1号機発売。
- 1995年（平成7年） - 20ビット以上のDIGITAL K2技術を使い、マスタリング、盤質、製造品質を大幅改良した高品質CDソフト 「XRCD」を発表。
- 1997年（平成9年） - 日本国内にもJVCブランドを導入開始。当初はカーオーディオに限り導入されていたが、同社のカーオーディオ事業撤退後は順次、AV機器やゼネラルオーディオにも導入された。
- 1999年（平成11年） - D-VHSレコーダ発売。
- 2002年（平成14年）8月 - ゲーム会社ハドソン（現：コナミデジタルエンタテインメント）と共同でCD-ROMコピー防止技術「ROOT」を開発。
- 2003年（平成15年） - 家庭用としては世界初となる、デジタルハイビジョンビデオカメラ発売。ウッドコーンスピーカー発売。
- 2004年（平成16年） - D-ILAリアプロジェクションテレビ発売（北米）。HDDビデオカメラ発売。
- 2005年（平成17年） - net K2技術の開発。業界初の高速液晶ドライバー技術を開発。
- 2007年（平成19年） - ケンウッドと業務提携。松下電器産業の子会社から関連会社となる。
- 2008年（平成20年） - サーキット事業をメイコーに譲渡[8]。
  - モーター事業をJVCモータとして分社化し、日本産業パートナーズ（JIPファンド）に譲渡[9]。
  - 10月 - ケンウッドと経営統合し、株式移転により共同持株会社JVC・ケンウッド・ホールディングスを設立し、同社の機能子会社となる。
- 2009年（平成21年）11月 - 国内事業見直しにより山陰ビクター販売と沖縄ビクター販売を解散。
- 2011年（平成23年）10月1日 - ケンウッド、J&Kカーエレクトロニクスと共にJVCケンウッドに吸収合併され消滅。法人としての日本ビクターは84年の歴史に幕を下ろした。

## ビクターの主な事業

### ホームディスプレイ事業
D-ILAプロジェクター
1992年にアメリカの航空宇宙産業大手ヒューズ・エアクラフトとプロジェクション映像システム事業を共同で立ち上げILA方式スーパープロジェクターを開発する。このプロジェクターはCRT（ブラウン管）を用いて映像を映し出す。
1995年にビクターはヒューズとの合弁会社の経営権を獲得し本格的に開発を始め、ブラウン管部分を反射型液晶ディバイスであるD-ILAを独自開発。
D-ILA(LCOS方式）は理論的に高画質化に向き、構造はシンプルであり、従来の透過型液晶パネルが開口率50%程度なのに対し、D-ILA は90%以上の開口率を持ち、輝度が高く消費電力を低く抑えることができ、無機配向膜を用いており半永久的な素子寿命を持つという特徴を持っている。しかし製造方法が難しい。ビクター以外ではソニーが開発量産化に成功している。ソニーではSXRDと呼ばれている。
D-ILAを使用したプロジェクターでは、業務用を中心に商品を展開、D-ILAは液晶等の他の素子を使ったモデルと比べて色の表現力や明るさに優れている。100万円を超えるフルハイビジョン対応の高級機に集中しており低価格帯の製品が少なかったが、2007年にはD-ILAの高画質にさらに磨きをかけ、かつ低価格を実現した機種であるDLA-HD1、DLA-HD100を続けて市場に投入、数々の賞を獲得した。
またこのD-ILA素子を利用したハイビジョンを超えるスーパーハイビジョンタイプのプロジェクターの開発をNHKと共同で進め、ハイビジョンの4倍の解像度を誇る4K2Kプロジェクターやその4倍の8K4Kプロジェクター（愛・地球博内グローバル・ハウスにあるNHKのスーパーハイビジョンシアター用プロジェクターとして）などの開発。またコダックと共同でデジタルシネマ開発を進め、D-ILAプロジェクターを採用した投射システムを開発。
D-ILAデバイスはテレビにも導入された。ビクターは古くからブラウン管を用いた3管リアプロジェクションテレビを販売していた。2004年にD-ILAデバイスを導入。2005年にはD-ILAの生産量をこれまでの3倍に増強し発売した。等の技術展示会では高輝度LEDを使うことによってランプ寿命の問題を無くすことのできるモデル、110インチの超大型のプロジェクションテレビを発表している。また、2007年には奥行き25cm程度で壁掛けも可能な薄型のプロジェクションテレビを他社に先行して北米と欧州で発売した。
液晶テレビ
2004年にCPU内蔵システムLSIであるGENESSAを開発した。GENESSAの主な働きは、それぞれのディスプレイに合わせた最適な映像になるように白飛びや黒つぶれを押さえつつコントラスト補正（ガンマ補正）をし、さらに色彩感を出すために200万通りにプログラムされている候補の中から最適な色づけをするという動作を秒間60回、映像の1コマ毎に行うものである。2004年に発売したGENESSA搭載モデルから画質の評価が格段にあがり、シェアも伸びた。2005年にはGENESSAの機能が向上して、ノイズリダクション機能などが追加された。2007年にはx.v.Color対応、信号処理の12ビット化、動き補償型の3次元ノイズリダクション機能などを搭載した新型のGENESSA PREMIUMを開発した。
動作を解消する技術として、液晶テレビの周波数を120Hzとして液晶のホールド時間を短くした、残像低減技術「高速液晶ドライバー」も他社に先駆けて市場に投入。2007年には周波数を180Hzまで高めることでさらに残像感を小さくする技術や、バックライトにLEDを搭載して画面のエリア毎に輝度をコントロールすることでコントラストを飛躍的に向上させる技術、LCDのバックライトを自社開発することでテレビの電気回路を搭載しつつ厚み3.7センチの薄型化を達成した試作品を技術展示した。ビクターのテレビの商品名はEXE。
液晶ディスプレイ
2009年7月、テレビチューナーを搭載しない高級液晶ディスプレイXIVIEWの1号機を発売。

### オーディオ事業
ピュアオーディオ
スピーカー部門では1本で360度の音の広がりを実現した世界初の球形スピーカーを開発し、1967年（昭和42年）に「GB-1」として商品化。また、世界初のディスクリート4チャンネルのCD-4（1970年〈昭和45年〉）を完成させた。コーンの振動位置を中央からずらしたオブリコーンスピーカー（1997年〈平成9年〉）や幅3センチの細いDDスピーカー（2000年〈平成12年〉）、果ては振動版の全てに樺材由来の木製コーンを使用したウッドコーンスピーカー（2003年〈平成15年〉）を開発。民生用録音機部門としては国産初のノイズリダクションシステム「ANRS」を開発し、1972年（昭和47年）に同社のカセットデッキ「CCR-667」に初採用され、商品化された。業界初となるメタルポジション（IEC TYPE IV）用コンパクトカセットテープによる録音・再生に対応したカセットデッキ「KD-A6」を1978年（昭和53年）11月16日（録音文化の日）に発売。アンプ技術では増幅した信号を入力時のアナログ・デジタル波形を比較し補正することで高音質を実現したデジタルアンプのDEUS、音声技術ではデジタル音声の劣化やジッターやリップルといった電気的な歪みを防ぎ、圧縮によって欠けた信号を予測し、復元する「K2インターフェース」を1987年（昭和62年）に開発。特にK2インターフェース（後にK2HDに発展）はスタジオやマスタリングといったビクターの関連企業（ビクター音楽産業 → ビクターエンタテインメント〈初代法人〉 → JVCケンウッド・ビクターエンタテインメント → ビクターエンタテインメント〈二代目法人〉）でソフト製作に携わるエンジニアが参加し開発を進め、多くの業務用機器を始めビクターの民生用機器（主に高価格帯の据置型DATやCDプレーヤー、D/Aコンバーター内蔵プリメインアンプなど）、果ては同社のデジタルオーディオプレーヤーやauブランドを展開するKDDI・沖縄セルラー電話向けの一部を除く2008年春モデル以降のKCP+対応の携帯電話にも、「net K2（ネット・ケイツー）」として搭載されている。なお、「K2」の名前の由来は当時、当システムを開発し、ビクタースタジオ技術部に所属していた金井実と桑岡俊治の頭文字から取られたものである。
ゼネラルオーディオ
2000年にカラフルなイルミネーション重視の「Lip×Lap」（リップ×ラップ）「Clavia」（クラビア）シリーズ製品の発売。これにより、今までの同社のゼネラルオーディオに対する「クールなイメージ」を「ファッショナブルなイメージ」へと大きく変えるものとなった。 2007年より「Memory COMPO」シリーズの展開もスタートした。
カーオーディオ
カーオーディオ部門では海外向け、国内向けも「JVC」ブランドで展開。販売不振のため2007年6月に国内向け生産を打ち切った。
ポータブルオーディオ
2001年からデジタルオーディオプレーヤー事業へ参入していたが、他社製のデジタルオーディオプレーヤーの台頭によって、2005年から本格的にデジタルオーディオプレーヤーを発売。記録媒体にメモリーやHDDを使用している機種、独自のK2テクノロジーを採用したモデルを販売しておりラインナップを拡充させていた。しかし、ライフスタイルの急速な変化により市場が縮小するMDをこれらのデジタルオーディオプレーヤーではカバーしきれず不振が続き、2009年夏に全機種の生産を終了し、2010年5月下旬に事実上撤退した。商品名はalneo。

### ビデオカメラ事業
DVビデオカメラ
HDDビデオカメラ

### ホームストレージ事業
VHS
DVDレコーダー
Blu-ray Disc

### メディア事業
テープ時代から手がける記録メディア事業は、ビクターのハードをメディアで支える事業だった。現在ではVHS・ビデオカメラ用MiniDVテープ、CD・DVD・MD等のブランクディスクなどを主に手がけている。特に記録型光ディスクのブランクメディアはDVD-RWで他社へのOEM供給を含めてトップシェアであり、ハード事業では手がけていない8cmDVD（家庭用ビデオカメラ用）も扱っている。
しかし、全体の業績悪化により、メディア事業も整理対象となり、2008年7月1日にビクターアドバンストメディアとして分社し、同年10月1日に同社株式の65％が太陽誘電に売却されたが、この事業も2015年12月を以って清算されることとなった。

### ソフト事業
- ビクタークリエイティブメディア（現：JVCケンウッドクリエイティブメディア。プレス部門子会社）
- かつて関係会社だったレコード会社については→#レコード事業

映像・音楽ソフトの製作・製造・流通・販売など多岐にわたる事業を関連会社によって行っている。2024年（令和6年）現在、制作（上流）から流通（下流）まで一手に引き受けられるのは日本ではソニーグループとJVCケンウッドグループ（このほか、2009年までは日本コロムビアも）しか存在せず、ソフト流通ではシェア60%だった時期もあった。

### 電子デバイス部門
HDD用モーター、光ピックアップ、D-ILA素子、高密度ビルドアップ基板VILを手がける。HDD用モーターについては国内第2位のシェアを保ち、ブラウン管用の偏向ヨークやFDDモーターなど、旧来の主力製品に変わる商品として育ちつつあった。2008年にモーター事業はJVC モーター分社化した後、日本産業パートナーズ（JIPファンド）に、また、サーキット事業をメイコーにそれぞれ譲渡した。

### 旅行業
1984年参入。現在は（株）JVCケンウッド・パートナズ。

## かつて参入していた事業

### PHS端末事業
1995年から1999年頃にかけて、DDIポケット（現：ワイモバイルのフィーチャーフォン部門）向けにPHS端末を供給していた。

#### 端末
- TN-PZ1
  - 1995年7月1日発売、幅50mm×高さ120mm×奥行き26mm、145g
- TN-PZ3/TN-PZ110/TN-PZ210
  - 1996年5月7日発売、幅45mm×高さ120mm×奥行き25mm、128g
- TN-PZ5
  - 1997年3月発売、幅43mm×高さ115mm×奥行き21mm、94g
- TN-PZ7
  - 1997年発売、幅41mm×高さ115mm×奥行き21mm、89g
- TN-PZ77
  - 1998年10月15日発売、幅37mm×高さ122mm×奥行き19mm、66g
- AP-V102
  - 1998年11月発売、幅43mm×高さ115mm×奥行き21mm、94g

### テレビ受像機およびディスプレイ事業
三菱電機からブラウン管の供給を受けて「MEGA」シリーズを、液晶ディスプレイとプラズマディスプレイの薄型テレビ「EXE」シリーズを、それぞれ生産して販売した。売り上げ不振で赤字が増大し、2008年限りでテレビ受像機とディスプレイの生産を取り止めた。

### 家庭用電話機事業
コードレスホンなどを発売していた。ステレオコンポにコードレスホンを搭載したこともあった。留守番電話の録音にはコンパクトカセットを利用できた（主に「光ルス」シリーズ）。

### レコード事業
かつてはRCAレコード（現：米国ソニー・ミュージックエンタテインメント）およびBMGとの合弁によるBMGビクター、MCAレコードとの合弁によるユニバーサル・ビクター、テイチクエンタテインメントが存在した。BMGビクターはアリオラジャパン（現：ソニー・ミュージックレーベルズ）の前身である。ユニバーサル・ビクターはユニバーサル ミュージック ジャパン（旧・ポリグラム）が吸収され、テイチクエンタテインメントはエクシングに売却した。

### 音楽教室事業
1960年代後半からビクトロンを対象とした「ビクター音楽教室」を全国展開していた。1990年からは松下電器産業のテクニトーンによる音楽教室と事業統合し、両社合弁の「ビクターテクニクス音楽教室」を展開していたが、2001年にローランドに事業譲渡し撤退。特約楽器店運営の一部教室はローランドミュージックスクールとして存続している。
なお、専門家の育成を目的とした音楽教室「ビクター音楽カレッジ」は2014年に閉校している。

### 楽器事業
1958年に電子オルガンを発表し楽器事業に参入した。1991年までに楽器事業から撤退している。
- アコースティックピアノ
- 電子オルガン（ビクトロン）
- エレクトリック・ギター
- キーボード

### エアコン事業
三菱重工より事業所向け大型エアコン等をOEM供給を受けて、Victorブランドで販売していた。

### ゲーム機事業
セガのハードウェアであるメガドライブのメガCD一体型の互換機、およびセガ発売の物と同型のセガサターンのOEM機を販売した。また、セガサターンでビデオCDとフォトCDが閲覧可能になる周辺機器である「ツインオペレーター」も販売した。北米市場にもJVCブランドでメガドライブとメガCDの一体型機を販売している。
- ワンダーメガ 1992年4月1日メガドライブとメガCDの一体型機。定価82,800円。CD-G再生機能とマイク端子を搭載し、周辺機器であるメガCDカラオケなしでカラオケが楽しめる。MIDI出力端子も搭載。同仕様の機器がセガからも発売されている。
- ワンダーメガ2 ワンダーメガからMIDI出力端子を省き、代わりに6ボタン仕様のワイヤレスコントローラーが同梱されている機種。定価59,800円。こちらはセガの販売はなくビクターのみの発売。
- JVC X'EYE ワンダーメガ2の北米版で北米のみで販売。こちらはワイヤレスコントローラーは付属せずJVCロゴ入りの初代メガドライブのコントロールパッドが付属された。その他にもワンダーメガ2との細かな違いがある。定価＄499.95。ワンダーメガ2と同じくセガは販売を行わずJVCのみの発売となった。
- Vサターン（ブイサターン） 1994年11月22日発売（セガサターンと同時）。セガサターンのOEMであり、オープン価格だが同等の価格で販売されていた。仕様は色や各種ロゴ、BIOSを除きセガサターンと全く同じである。1996年6月7日にはセガサターンのモデルチェンジに合わせ本体デザインを後期型のセガサターンと同様にしてセガサターンからカラーリングや各種ロゴやBIOSなどを変更し、実売価格をあわせた（オープン価格）後期型も発売された。

### パソコン事業
MSX規格より参入し、MSX2規格にも対応した機種を発売していた。MSX規格品として、1983年末時点でHC-5が発表されていた。HC-5はAV機器との接続が中心で、VHDやVHS機器制御が想定されていた。2000年ごろにはモバイルPC市場に参入し、Windows CE対応のInterLinkCEシリーズとWindows XP対応のInterLinkXP/XVシリーズを販売していた。
InterLinkXP/XVシリーズはすべてコンパクト性を特徴として、全モデルのポインティングデバイスがスティックタイプで統一されている。
また、映像編集を意識してか、MP-XP3210以外の全モデルでi.LINK(IEEE1394)端子が装備されている。本体はASUSからのOEMである。
一時期は、マウスなどの周辺機器や、業務用ディスプレイやHDDも生産、販売していた。

### 業務用カラオケ事業
1995年から2006年まで、子会社のビクターレジャーシステムから業務用通信カラオケ「孫悟空」を発売していた。2006年4月、ビクターレジャーシステムの全株式をエクシングへ譲渡し撤退。

### インテリア事業
70年代から80年代中期にかけて、家具・インテリア事業に参入し、「ソフィット(Sofitt)」というブランドで発売していた。オーディオ/ビジュアル機器と組み合わせるような提案を行うことは一切なかった。

### アニメーション制作事業
1994年のメタルファイター・MIKUよりベターマンまでアニメーション制作をしていた。現在は孫会社のフライングドッグが担当。

## 主な事業所
- 本社・横浜事業所（横浜市神奈川区守屋町3-12）
  - テレビ、プロジェクタ、ビデオカメラ、Blu-ray Disc製品の開発
- 横須賀事業所（神奈川県横須賀市神明町58-4）
  - 業務用製品の生産、要素技術の研究開発

## かつての事業所
- 岩井工場 （茨城県坂東市（旧・岩井市）大字辺田1106
  - 1966年に開設、横浜から移転しブラウン管テレビを製造した。タイ工場へ移管したため2000年に閉鎖された。2003年に大和リースによってヨークベニマル坂東店を核店舗とするヨークタウン坂東が開業。駐車場の植込みに閉鎖当時の館銘板が保存されている。2016年に坂東市まちなか資料館「ゆめぷらざ坂東」に工場のメモリアルコーナーが開設されるも2018年より施設全体が休館中。
- 小山工場 （栃木県小山市中久喜1475-1）
  - ブラウン管テレビの電子部品を製造。中国へ移管したため2004年に閉鎖された。施設はそのまま銀座 (企業)の小山事業所など複数企業の生産工場として存続。
- 鶴ヶ峰工場 （神奈川県横浜市旭区今宿東町1532）
  - カムコーダーの基幹部品等を製造していた。大和工場に移管したため閉鎖された。跡地には双日新都市開発の分譲マンション「インプレスト横浜鶴ヶ峰EAST」が建設された。
- 大和工場（神奈川県大和市）
  - 2008年にエイヴイへ不動産を売却し、再開発により2011年に「りんかんモール」となっている。
- 林間工場（神奈川県大和市下鶴間1612-1）
  - レコード盤、CD、DVD、BDソフトの生産。ビクタークリエイティブメディアとして分社化後、2015年に92億円で不動産売却を発表。跡地は東急の分譲マンション「ドレッセ中央林間」が建設された。生産機能は横須賀事業所へ移転。
- 水戸工場（茨城県水戸市元吉田町1030）
  - 記録メディア（オーディオカセット、VHSテープ、DVD・BD）の開発・生産。2008年に太陽誘電との合弁でビクターアドバンスドメディアとして分社化したが、1年足らずの2009年に国内生産撤退に伴い閉鎖され、2015年に法人清算となる。2020年3月にヨークベニマル水戸吉田店を核店舗とする「ヨークタウン水戸」が開業した。
- 大倉山工場（神奈川県横浜市港北区太尾町804）
  - 旧コンポーネント&デバイス事業本部　精機事業部。プリント配線板の工場だった。事業は横浜工場に統合され閉鎖。
- 八王子工場（東京都八王子市石川町2969-2、北八王子工業団地）
  - 業務用製品の開発・生産を行っていた。2009年8月28日、工場の売却を発表。用地売却に伴い、事業は横須賀事業所に統合された。
- 藤枝工場（静岡県藤枝市花倉430-1）
  - HDD用モーターの開発・生産を行っていた。日本産業パートナーズに譲渡。
- 前橋工場（群馬県前橋市大渡町1-10-1）
  - オーディオ製品の開発・生産を行っていた。2017年に閉鎖され、跡地には大和ハウス工業が物流施設「DPL前橋」を開設した。
- 伊勢崎工場（群馬県伊勢崎市連取町1313）
  - VHSビデオデッキ等の生産を行っていた。2002年に閉鎖され、跡地にはカワチ薬品が開店した。なお、同市日乃出町には連結子会社の「ビクター伊勢崎電子株式会社」が所在し、液晶テレビ・カムコーダー用基板の生産を2008年まで行っていた[13]。

## ブランドスローガン
- 「音のビクター」（1950年代 - 1960年代）
- 「○○はビクター[注 4]」（1960年代 - 1980年代）
- 「AUDIO VISUAL INOVATOR」（1972年 - 1975年）
- 「先進の個性」（1980年 - 1989年）
- 「PRODUCE YOUR IMAGINATION.」（2000年 - 2008年）
- The Perfect Experience[3]（2003年 - 2011年）
- JVCはビクターのグローバル・ブランドです。（2009年 - 2011年）

## 提供番組
- スター誕生! → 新・スター誕生!（日本テレビ）
- 月曜ロードショー → ザ・ロードショー → 火曜ロードショー →　火曜ビッグシアター（TBSテレビ）
- ギミア・ぶれいく（TBSテレビ）
- 勇者指令ダグオン（名古屋テレビ放送）
- 勇者王ガオガイガー（名古屋テレビ放送）
- Do!スポーツ（テレビ東京、一社提供）
- 映画みたいな恋したい（テレビ東京、一社提供）